# Tare

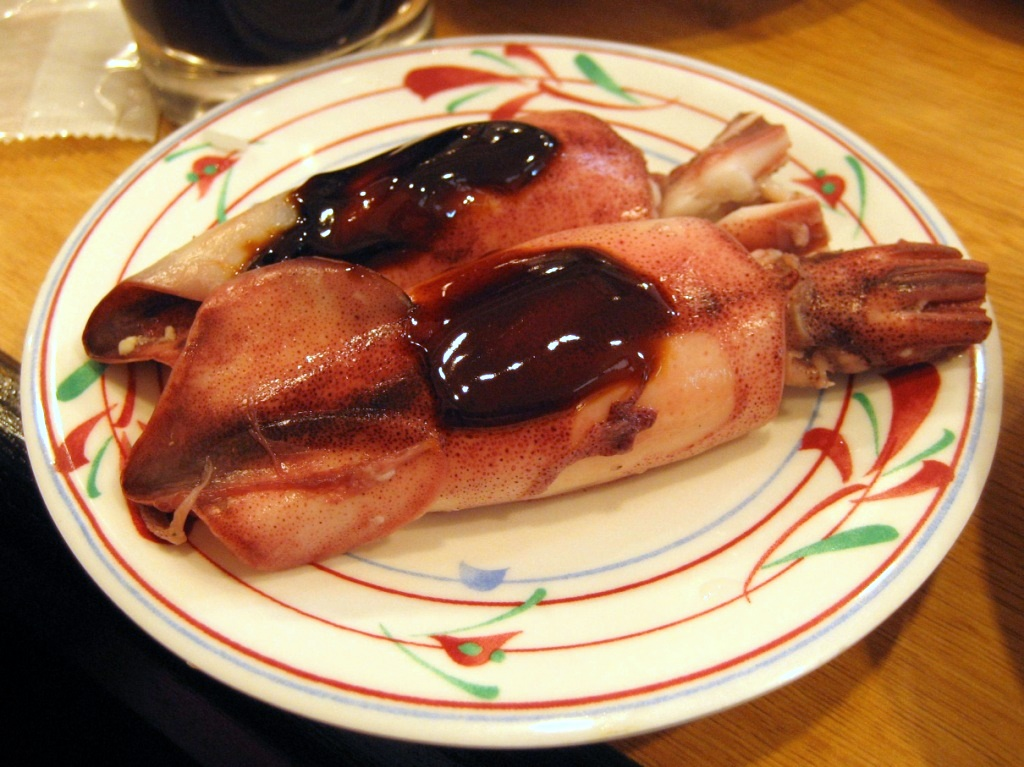
Ika (calamar) estofado con salsa tare.

Tare (タレ?) es un término general en la gastronomía de Japón para salsas usadas a menudo para mojar asados (yakitori y yakiniku), además de sushi y nabemono. Puede describirse como una salsa de soja endulzada y espesada para los asados, o una salsa de soja especiada con dashi, vinagre, etcétera para el nabemono y el nattō (como el ponzu), si bien cada chef tiene su propia variante.
- Datos: Q4387502
- Multimedia: Tare sauce / Q4387502